# Танковая бригада Северо-Кавказского фронта (Майкопская танковая бригада)
Танковая бригада Северо-Кавказского фронта (Майкопская танковая бригада) — танковая бригада Северо-Кавказского фронта Красной армии ВС Союза ССР в годы Великой Отечественной войны.
Бригада создана приказом Наркома Обороны Союза ССР. Участвовала в Битве за Кавказ.

## История формирования
Сформирована на базе Орловского бронетанкового училища им. Фрунзе. Из 2-го и 4-го батальонов училища были сформированы танковые батальоны. Мотострелковые батальоны формировались из курсантов мартовского и апрельского наборов. Командиром бригады был назначен начальник училища полковник Вармашкин С. П., комиссаром бригады стал комиссар училища — бригадный комиссар Куприн И. Т.. Первый отдельный курсантский стрелковый батальон был создан под командованием капитана Абрамовича, а второй курсантский мотострелковый батальон — под командованием майора Федоровича.
.

## Хронология событий
21 июля 1942 года училище провел 23-й выпуск 428 младших лейтенантов-танкистов. Последний выпуск в городе Майкоп.
25 июля — решением Военсовета Северо-Кавказского фронта из состава училища сформирована Майкопская танковая бригада.
26 июля — убытие на фронт в двух воинских поездах Майкопской отдельной танковой бригады; командир бригады — начальник училища полковник Вармашкин С. П. военком бригады — военком училища бригадный комиссар Куприн И. Т..
26 июля 1942 года курсантская танковая бригада была погружена в Майкопе в два воинских поезда и отправлена на передовую в Ростовскую область, где вступила в жестокие бои с немецко-фашистскими войсками.
28 июля — налёт вражеской авиации на первый воинский поезд бригады в пути следования. Из личного состава убито 4 человека, ранено 43 человека. В числе тяжёлораненых бригадный комиссар Куприн, Иван Тихонович. Бригада высадилась на ст. Шкуринской.
29 июля — первый встречный бой бригады с немецко-фашистскими войсками под Бирючим у реки Кагальник. Проведено 12 танковых атак и контратак, атакой мотострелкового батальона отбита у немцев важная тактическая высота, танковой атакой разгромлена колонна немецко-фашистских войск при стремлении охватить левый фланг.
2 — 3 августа — участие бригады в составе 17-го казачьего кавкорпуса в бою под Кущевской.
9 августа — отход личного состава училища из г. Майкопа через Туапсе в г. Сухуми под командованием зам. нач. училища полковника И. П. Корткова.
7 — 8 августа — отличное выполнение бригадой задания командования по выполнению марш-манёвра из-под Ново-Титаровской (севернее Краснодара) в Кужорскую (восточные подступы к г. Майкоп).
9 августа — танковый бой бригады в Кужорской и отход с боем на станицу Тульскую через Майкоп.
10 — 11 августа — марш-маневр бригады по горно-лесистой местности из Тульской в 1-ю Кубанскую. Задание командования выполнено точно в заданный срок.
10 — 12 августа — бои отдельного курсантского отряда под командованием капитана Абрамовича у пос. Октябрьский (7 км юго-западнее города Майкопа).
12 августа — атака и разгром немецкой мото-механизированной колонны из 250 машин бригадой в Тверской, следующей из Белореченской на юг для захвата горных перевалов, ведущих на Туапсе.
15 августа — бой отряда курсантов капитана Абрамовича в Апшеронской.
22 августа — прибытие бригады, за исключением мотострелкового батальона майора Федоровича, в место сосредоточения всего училища — г. Сухуми; с 15 августа непрерывные налёты и бомбежки г. Сухуми немецкой авиацией, ранен сержант Федюкин.
21 — 25 августа — бой отряда капитана Абрамовича в горах у пос. Церковный (юго-вост. Нефтегорска).
22 — 23 августа — бой танковой группы под командованием капитана Бурдона из состава танковой бригады инженер-капитана Бурдона у станицы Нижне-Баканской и на Мефодиевском перевале (сев.-вост. подступы к Новороссийску).
24 августа — передислокация училища в двух воинских поездах из г. Сухуми в г. Шамхор.
28 августа — прибытие воинских поездов училища на ст. Далляр.
30 августа — начало занятий на ст. Далляр.
31 августа — зачтение приказа Военсовета Северо-Кавказского фронта о награждении за боевые отличия 59 человек из личного состава танковой бригады.
20 декабря 1942 года — прибытие с фронта в училище пос. Дегтярка Свердловской области мотострелкового батальона Майкопской танковой бригады.
В составе Северо-Кавказского фронта участвовала в Битве за Кавказ, в том числе Армавиро-Майкопской оборонительной операции, обороне дальних подступов к Туапсе. Под станицей Кущёвской на несколько дней задержала продвижение немецко-фашистских войск, неоднократно нанося контрудары, и сама понеся значительные потери. Станица несколько раз переходила из рук в руки.
Воевала в составе Приморской группы Северо-Кавказского фронта.
Действовала совместно с 13-й Кубанской Казачьей дивизией. 2 августа 1942 года штурмовала станицу Кущёвская. 5 раз ходила в атаку и к середине дня ворвалась в станицу 4 танками. В этот день бригада потеряла 80 человек и три Т-34 и четыре БТ-7. К 9 августа осталось всего 3 исправных Т-34. Не имея ни с кем связи 9 августа 1942 года бригада заняла оборону в районе ст. Кужорская. Отбила несколько сильных атак противника, но была обойдена с флангов. К исходу дня отошла от Майкопа на соединение с 17-м казачьим кавалерийским корпусом.

### Состав
К концу июля 1942 имела 14 Т-34, 4 Т-60, 9 БТ.

## Подчинение
В составе Действующей армии: с 24 июля по 30 августа 1942 года.

«В составе войск Приморской группы действовала Майкопская танковая бригада, приданная 17-му кавалерийскому корпусу…» (Гречко А. А. Битва за Кавказ. — М.: Военное издательство, 1967. — С. 71).— Гречко А. А., Битва за Кавказ. - М.: Военное издательство, 1967. - С. 71

### Расформирование
Обращена на укомплектование Орловского бронетанкового училища им. Фрунзе

## Командный состав бригады
Командир бригады
- Вармашкин, Сергей Петрович, весь период существования, полковник — начальник Орловского бронетанкового училища

Заместитель командира бригады по строевой части
- Гресик, Иван Иванович, подполковник
- Начальники штаба бригады
- Гресик, Иван Иванович, подполковник
- Военные комиссары бригады
- Куприн, Иван Тихонович, бригадный комиссар (тяжело ранен 28.07.1942 при налете на воинский поезд бригады)
- Мжачих, Пётр Григорьевич, батальонный комиссар

Начальник политотдела
- Ружанский Юрий Семенович (и. о.)

## Отличившиеся воины
Из состава бригады было награждено: орденом Ленина — 5 человек, орденом Красного Знамени — 29 человек, орденом Красной Звезды — 29 человек, медалью «За отвагу» — 30 человек, медалью «За боевые заслуги» — 27 человек. Все воины бригады награждены медалью «За оборону Кавказа». За участие бригады в составе 17-го казачьего кавкорпуса в бою под Кущевской... За победоносную атаку личный состав бригады получил от Командующего войсками Северо-Кавказским фронтом Маршала Советского Союза С. М. Будённого и Члена Военсовета Л. М. Кагановича благодарность.
В составе бригады воевали будущие Герои Советского Союза:
- Неживенко, Павел Гурьевич — командир танка.
- Кутенко, Николай Васильевич — наводчик орудия танка.
- Юдин, Николай Лукьянович — наводчик орудия танка.